# Dioma
Dioma (ros. Дёма, baszk. Дим, Dim) – rzeka w Rosji, w Baszkortostanie. Ma 535 km długości, powierzchnię zlewni 12 800 km² i średni przepływ 42,3 m³/s.
Źródła rzeki znajdują się na zboczach wyżyny Wielki Syrt, na granicy z obwodem orenburskim. Płynie w kierunku północno-wschodnim do Baszkortostanu, gdzie tworzy dolinę. Uchodzi do Biełej w granicach Ufy, w pobliżu ujścia rzeki Ufa. Nad Diomą leży m.in. miasto Dawlekanowo.

Schemat rzek przy ujściu Diomy:
1 – Biełaja, 2 – Ufa, 3 – Dioma, 3A – stare koryto Diomy, 4 – Sutołoka, 5 – Szugurowka